# Adam Bachleda-Curuś (samorządowiec)
Adam Bachleda-Curuś (ur. 15 listopada 1958 w Zakopanem) – polski przedsiębiorca i samorządowiec, burmistrz Zakopanego w latach 1995–2001.

## Życiorys
Ukończył w 1977 Liceum Ogólnokształcące im. Oswalda Balzera w Zakopanem, następnie ogrodnictwo w Wyższej Szkole Rolniczej w Krakowie, po których zajął się prywatną działalnością gospodarczą. W latach 70. produkował okulary, później działał głównie w branży nieruchomości. W 2007 wraz z synami założył spółkę prawa handlowego Bachleda Grupa Inwestycyjna, objął w niej stanowisko przewodniczącego rady dyrektorów.
W 1990 został wybrany na radnego Zakopanego, ponownie mandat uzyskiwał w 1994 i 1998. Był generalnym dyrektorem Zimowej Uniwersjady 1993. W 1995 i 1998 powoływano go na urząd burmistrza Zakopanego (stanowisko to zajmował do 2001). Starał się o organizację zimowych igrzysk olimpijskich w 2006 w Zakopanem. Pozostawał w tym okresie związany z Akcją Wyborczą Solidarność. 6 czerwca 1997 uczestniczył w pielgrzymce Jana Pawła II do Zakopanego; w czasie mszy pod Wielką Krokwią złożył hołd papieżowi w imieniu górali, który został określony mianem hołdu górali polskich.
W połowie lat 90. i ponownie od 2004 notowany na liście najbogatszych Polaków przygotowywanej przez tygodnik „Wprost”. Został odznaczony Orderem Świętego Grzegorza Wielkiego.
Żonaty z Iwoną Bachledą-Curuś, z którą ma czterech synów: Adama, Andrzeja, Alberta i Antoniego. Jest stryjem aktorki Alicji Bachledy-Curuś.